# Alchemilla vizcayensis
Alchemilla vizcayensis es una especie de planta del género Alchemilla, perteneciente a la familia Rosaceae.

## Taxonomía
Alchemilla vizcayensis fue descrita por S. E. Fröhner en 1996.

## Distribución
Se encuentra en el territorio de España.